# East Timor Coffee Institute
Das East Timor Coffee Institute ETCI (portugiesisch Instituto de Café de Timor-Leste) ist eine osttimoresische Hochschule in Gleno, im Hauptanbaugebiet für Kaffee des Landes in Ermera. Es ist eine von der Agência Nacional para a Avaliação e Acreditação Académica (ANAAA) anerkannte offizielle Hochschule. Die Akkreditierung erfolgte 2008. Bis zum 7. November 2012 hieß die Einrichtung Academia de Café de Timor-Leste ACTL.

## Übersicht
Das IOB unterteilt sich in die Fakultäten Landwirtschaft, Bildung und Wirtschaft.
Gründer der Schule am 13. März 2003 war Lúcio Marçal Gomes, zusammen mit Dionísio Babo, Gilman Exposto dos Santos und Maria Olandina Isabel Caeiro Alves.

## Lehrkräfte
101 Lehrkräfte waren 2015 am IOB tätig. Acht davon waren Frauen (Stand 2015):
- Lúcio Marçal Gomes (* 1966), Rektor
- Julio de Jesus Gomes, Vizerektor
- Francisco Soares de Jesus, Vizerektor
- Mateus Maia de Jesus, Vizerektor
- Ramalinho Lelo da Cruz, Dekan der Fakultät Landwirtschaft
- Luís Ximenes Caldeira, Dozent für öffentliche Verwaltung

## Studenten
Das ETCI hatte im Jahr 2015 insgesamt 909 Studierende. Im Jahr 2013 waren es 310 Neuimmatrikulationen (davon 80 Frauen), 2014 waren es 145 (65) und 2015 184 (88). Von 2009 bis 2014 haben insgesamt 201 Studenten hier einen Abschluss erhalten, 52 davon Frauen.